# العلاقات السودانية الغيانية
العلاقات السودانية الغيانية هي العلاقات الثنائية التي تجمع بين السودان وغيانا.

## مقارنة بين البلدين
هذه مقارنة عامة ومرجعية للدولتين:
| وجه المقارنة                                              | السودان                     | غيانا        |
| --------------------------------------------------------- | --------------------------- | ------------ |
| المساحة (كم2)                                             | 1.89 مليون                  | 214.97 ألف   |
| عدد السكان (نسمة)                                         | 40.53 مليون                 | 777.86 ألف   |
| الكثافة السكانية (ن./كم²)                                 | 21.44                       | 3.62         |
| العاصمة                                                   | الخرطوم                     | جورج تاون    |
| اللغة الرسمية                                             | اللغة العربية، لغة إنجليزية | لغة إنجليزية |
| العملة                                                    | جنيه سوداني                 | دولار غياني  |
| الناتج المحلي الإجمالي (بليون دولار)                      | 117.49 مليار                | 3.68 مليار   |
| الناتج المحلي الإجمالي (تعادل القوة الشرائية) بليون دولار | 176.55 مليار                | 5.77 مليار   |
| الناتج المحلي الإجمالي الاسمي للفرد دولار أمريكي          | 2.41 ألف                    | 4.13 ألف     |
| الناتج المحلي الإجمالي للفرد دولار أمريكي                 | 4.07 ألف                    |              |
| مؤشر التنمية البشرية                                      | 0.479                       |              |
| رمز المكالمات الدولي                                      | +249                        | +592         |
| رمز الإنترنت                                              | سودان                       | .gy          |
| المنطقة الزمنية                                           | ت ع م+03:00، ت ع م+02:00    | 00           |

## منظمات دولية مشتركة
يشترك البلدان في عضوية مجموعة من المنظمات الدولية، منها:
| علم المنظمة | اسم المنظمة                                 | تاريخ انضمام السودان | تاريخ انضمام غيانا |
| ----------- | ------------------------------------------- | -------------------- | ------------------ |
|             | الاتحاد البريدي العالمي                     | ?                    | ?                  |
|             | يونسكو                                      | 26 نوفمبر 1956       | 21 مارس 1967       |
|             | البنك الدولي للإنشاء والتعمير               | 5 سبتمبر 1957        | 26 سبتمبر 1966     |
|             | وكالة ضمان الاستثمار متعدد الأطراف          | 7 نوفمبر 1991        | 18 يناير 1989      |
|             | الاتحاد الدولي للاتصالات                    | 23 أكتوبر 1957       | 8 مارس 1967        |
|             | منظمة الشرطة الجنائية الدولية               | ?                    | ?                  |
|             | مؤسسة التمويل الدولية                       | 21 أكتوبر 1960       | 4 يناير 1967       |
|             | الأمم المتحدة                               | 12 نوفمبر 1956       | 20 سبتمبر 1966     |
|             | مجموعة دول أفريقيا والكاريبي والمحيط الهادئ | ?                    | ?                  |
|             | مؤسسة التنمية الدولية                       | 24 سبتمبر 1960       | 4 يناير 1967       |
|             | منظمة حظر الأسلحة الكيميائية                | ?                    | ?                  |
|             | المركز الدولي لتسوية المنازعات الاستشارية   | 9 مايو 1973          | 10 أغسطس 1969      |

## وصلات خارجية
- موقع وزارة الخارجية السودانية
- موقع وزارة الخارجية الغيانية